# استفان دوب بیرنادسکی
استفان دوب بیرنادسکی (لهستانی: Stefan Dąb-Biernacki؛ ۷ ژانویهٔ ۱۸۹۰ – ۹ فوریهٔ ۱۹۵۹) یک نظامی اهل لهستان بود.

## دوران نخستین خدمت
استفان دوب بیرنادسکی جزوی از هنگ‌های لهستانی در جنگ حهانی اول بود و در جنگ لهستان-شوروی فرماندهی هنگ‌هایی را به عهده داشت. نام او در هنگام عقب‌نشینی ارتش لهستان از اوکراین و نبردهای سال ۱۹۲۰ معروف گشت و مدال‌های افتخاری را برای او به ارمغان داشت. هرچند که در همان زمان هم او به خاطر استراتژی‌های خطرناکش که منجر به تلفات بسیار می‌گشت مورد انتقاد بود.
در سال‌های بعد او به خدمت در ارتش لهستان ادامه داد و در سال ۱۹۳۱ بازرس کل ارتش لهستان گشت. در همان سال او به خاطر زندانی کردن یکی از مخالفان سیاسی‌اش به شدت مورد توجه قرار گرفت.

## جنگ جهانی دوم
با آغاز تهاجم آلمان نازی به لهستان در سال ۱۹۳۱ دوب بیرنادسکی به فرماندهی سپاه پروسی معین گشت. پس از نبرد توماشوف لوبلسکی او از طریق خاک مجارستان خود را به فرانسه رساند که به خاطر رفتارهایش و به خصوص رها کردن واحدهای تحت فرمانش در هنگام عقب‌نشینی از ویستولا مورد انتقاد قرار گرفت و در لندن زندانی گشت. مدتی بعد به او اجازه داده شد تا به دولت آزاد ایرلند رفته و در نهایت ساکن ولز گشت.